# عبد الله عبد الكريم محمد
عبد الله عبد الكريم محمد هو شاعر يمني. ولد عام 1944 في مدينة الشيخ عثمان في محافظة عدن. تلقى تعليمه في مدارس عدن. عمل مدرساً من 1963 حتى 1978، وانتقل بعد ذلك للعمل في مصنع الإسفنج والأثاث بعدن. وفي 1989 انتقل إلى المحافظات الشمالية ليحصل على عمل في محافظة الحديدة حتى 1995 حيث عاد إلى عدن. كتب الكثير من الأغنيات الوجدانية والأناشيد الوطنية، تغنى بأشعاره العديد من الفنانين خصوصاً في عدن.